# Brandon Clarke
Brandon Clarke (Vancouver, Columbia Británica, 19 de septiembre de 1996) es un baloncestista canadiense que pertenece a la plantilla de los Memphis Grizzlies de la NBA. Con 2,03 metros de estatura, ocupa la posición de alero.

## Trayectoria deportiva

### Primeros años
Clarke nació en Vancouver, de madre canadiense y padre jamaicano. Cuando tenía tres años, sus padres se trasladaron a los Estados Unidos, estableciéndose en Phoenix, Arizona. Allí asistió al Desert Vista High School, donde fue uno de los mejores taponadores del estado. En su última temporada llegó a conseguir 10 triple-dobles, promediando 15 puntos, 7 rebotes, 4 asistencias y 4 tapones por partido.

### Universidad
Jugó dos temporadas con los Spartans de la Universidad Estatal de San José, en las que promedió 13,0 puntos, 7,1 rebotes, 1,9 asistencias y 1,9 tapones por partido. En su primera temporada fue elegido por los entrenadores como mejor sexto hombre de la Mountain West Conference, mientras que en la segunda fue incluido en el mejor quinteto de la conferencia y también en el mejor quinteto defensivo.
Al término de su temporada sophomore decidió ser transferido a los Bulldogs de la Universidad Gonzaga, donde tuvo que pasar un año en blanco por la normativa de la NCAA. Jugó una temporada en la que promedió 16,9 puntos, 8,6 rebotes y 3,2 tapones por partido, liderando la División I de la NCAA en número de tapones (117) y en porcentaje de tiros de campo, con un 68,7% de efectividad. Fue incluido en el tercer equipo All-American por AP y SN, elegido mejor debutante y mejor defensor de la West Coast Conference e incluido en el mejor quinteto de la conferencia.
En abril de 2019 se declaró elegible para el Draft de la NBA, renunciando a su último año de universidad.

#### Estadísticas
|  | Líder de la NCAA Division I |

| Año     | Equipo         | PJ | PT | MPP  | %TC  | %3P  | %TL  | RPP | APP | ROB | TPP | PPP  |
| ------- | -------------- | -- | -- | ---- | ---- | ---- | ---- | --- | --- | --- | --- | ---- |
| 2015–16 | San Jose State | 31 | 3  | 23.5 | .634 | .167 | .561 | 5.6 | 1.5 | .7  | 1.2 | 8.8  |
| 2016–17 | San Jose State | 30 | 30 | 31.9 | .592 | .333 | .572 | 8.7 | 2.3 | 1.2 | 2.6 | 17.3 |
| 2018–19 | Gonzaga        | 37 | 36 | 28.1 | .687 | .267 | .694 | 8.6 | 1.9 | 1.2 | 3.1 | 16.9 |
| Total   | Total          | 98 | 69 | 27.8 | .639 | .250 | .618 | 7.7 | 1.9 | 1.0 | 2.3 | 14.5 |

### Profesional
Fue elegido en la vigésimo primera posición del Draft de la NBA de 2019 por Oklahoma City Thunder, pero fue traspasado a Memphis Grizzlies. Al término de la temporada fue elegido en el mejor quinteto de rookies.
En octubre de 2022 acuerda una extensión de contrato con los Grizzlies por cuatro años y $52 millones.
Su cuarto año en Memphis se ve truncado en marzo de 2023, al sufrir una lesión del tendón de Aquiles que le haría perderse el resto de la temporada.

## Estadísticas de su carrera en la NBA

### Temporada regular
| Año     | Equipo  | PJ  | PT | MPP  | %TC  | %3P  | %TL  | RPP | APP | ROB | TPP | PPP  |
| ------- | ------- | --- | -- | ---- | ---- | ---- | ---- | --- | --- | --- | --- | ---- |
| 2019-20 | Memphis | 58  | 4  | 22.4 | .618 | .359 | .759 | 5.9 | 1.4 | .6  | .8  | 12.1 |
| 2020-21 | Memphis | 59  | 16 | 24.0 | .517 | .260 | .690 | 5.6 | 1.6 | 1.0 | .9  | 10.3 |
| 2021-22 | Memphis | 64  | 1  | 19.5 | .644 | .227 | .654 | 5.3 | 1.3 | .6  | 1.1 | 10.4 |
| 2022-23 | Memphis | 56  | 8  | 19.5 | .656 | .167 | .723 | 5.5 | 1.3 | .6  | .7  | 10.0 |
| 2023-24 | Memphis | 6   | 1  | 22.3 | .559 | .167 | .143 | 5.3 | 1.5 | .8  | 1.0 | 11.3 |
| 2024-25 | Memphis | 64  | 18 | 18.9 | .621 | .059 | .701 | 5.1 | 1.0 | .8  | .6  | 8.3  |
| Total   | Total   | 307 | 48 | 20.8 | .606 | .266 | .698 | 5.5 | 1.3 | .7  | .8  | 10.2 |

### Playoffs
| Año   | Equipo  | PJ | PT | MPP  | %TC  | %3P  | %TL  | RPP | APP | ROB | TPP | PPP  |
| ----- | ------- | -- | -- | ---- | ---- | ---- | ---- | --- | --- | --- | --- | ---- |
| 2021  | Memphis | 2  | 0  | 4.5  | .500 | —    | —    | .5  | .0  | .0  | .5  | 1.0  |
| 2022  | Memphis | 12 | 0  | 24.7 | .615 | .000 | .667 | 7.0 | 2.0 | .8  | .8  | 12.3 |
| Total | Total   | 14 | 0  | 21.8 | .613 | .000 | .667 | 6.1 | 1.7 | .6  | .8  | 10.7 |